# بالاتونلله
بالاتونلله (به مجاری: Balatonlelle) یک منطقهٔ مسکونی در مجارستان است که در ناحیه فونیود واقع شده‌است. بالاتونلله ۴۳٫۲۳ کیلومتر مربع مساحت و ۴٬۹۹۹ نفر جمعیت دارد.